# Kolontár
Kolontár község Veszprém vármegyében, a Devecseri járásban.

## Fekvése
A Veszprém–Devecseri-árokban, a Torna-patak mentén, Devecsertől körülbelül 3 kilométerre délkeletre, Ajkától pedig körülbelül 5 kilométerre nyugatra helyezkedik el. A lakott területén a két várost összekötő 7339-es út halad végig. Mivel Ajkán keresztül a megközelítési útvonala kissé körülményes (a 8-as főútról való jelentős letérés és Ajka városában a több jelzőlámpás csomópont miatt), egyszerűbb Devecser felől megközelíteni a települést azoknak is, akik Veszprém és az ország keletebbi részei felől érkeznek Kolontárra. A 8-as főút devecseri leágazásától 4 kilométerre érhető el a község.
A település határában halad a Székesfehérvár–Szombathely-vasútvonal, azonban 2012. december 9 óta nem állnak meg a vonatok a település vasúti megállóhelyén. A legközelebbi vasúti csatlakozási lehetőséget így jelenleg Devecser vasútállomása kínálja.
A falu határában található, 58 hektáros területű Lőrintei-víztározó kedvelt horgászhely. A tó a közelében létezett − hajdan önálló, de már régen Kolontárhoz csatolt, majd elnéptelenedett − Lőrinte falu nevét őrzi.

## Történelem

### A 18. századig
Kolontár történelme a régmúlt időkre nyúlik vissza. A régi magyar nyelvben a Caranthini, Carinthini, (azaz korontál ~ Kolontár) szó karintiait, karantánt jelentett, ezen szókifejezés a helység első telepeseinek valamikori származási helyére utalhat.
A falu első írásos említése Szent István király korából származik, 1019-ben Korunthal néven említik a települést. Ekkor a zalavári bencés apátság birtoka volt, és ide volt köteles dézsmát (tizedet) fizetni.
A község nevét a későbbiekben, 1272-ben Korontál (Kuruntál) családnévként említik, ekkor Korontáli Péter nemes birtoka volt. Ezenkívül még egy 1274-es adománylevél határjárása is megemlíti Kolontár nemesi falut.
A 15. században már a források Kis- és Nagykorontált említenek, így a 14. vagy a 15. században Kolontár két külön településrészre szakadt. A 15. század végétől íródott veszprémi káptalan számadáskönyve megemlíti Koronthár falut és kis templomát. Magyarország 1488-as Veszprém vármegye közigazgatási beosztása szerint Kolontár a vásárhelyi szék adóköteles települése volt. Az 1488 őszén készült Veszprém vármegyei adólajstrom szerint Nagykorontál 4 forintnyi adót fizetett, összesen 4 portával rendelkezett, földbirtokosai pedig Nagykorontáli Mihály és Nagykorontáli Imre voltak, akik 2-2 birtokkal és adóköteles háztartással rendelkeztek. Az adójegyzék szerint Kiskorontál (Nagykorontál határában, tőle délre feküdt) adója 1 forint, 1 birtokkal és adóköteles portával rendelkezett, földesura Kiskorontáli Péter volt.

### A német betelepítésektől
A törökdúlás után újratelepítési szerződés eredményeképpen 15 német gazda vásárolta meg a pápa–ugod–devecseri Esterházyak devecseri uradalmához tartozó Nagy-Kolontár pusztát és Kis-Kolontár pusztát felerészben. A községre jellemző a gazdálkodásnak kedvező természeti adottságain túl szorgos, takarékos német lakosságának köszönhetően 1751-ben iskolát és 1772-ben templomot építettek.
A kolontári templom a Magyarok Nagyasszonya tiszteletére lett felszentelve és megáldva, anyagi felajánlásokból. Ezen az ünnepen, amely mindig december 8-ra esik, ünnepelte a község a búcsúját, amelyet később (októberre) átnapoltak.
A kolontári iskola és a tanító szegénységéről Táncsics Mihály is tanúbizonyságot tett. Táncsics 1820 karácsonyától 1821. Szent György napjáig (április 23.) Kolontáron lakott és tanított segédtanítóként. Nem állt szándékában sokáig itt tanítani, mivel leírása szerint a helyi tanító nagyon szegény volt, így fizetést ő nem kapott. Arról is beszámol, hogy kis település lévén, nyáron nem, csak ősztől tavaszig jártak iskolába a gyerekek. Emellett a kolontáriak szeretetét és megbecsülését is kivívhatta: egyszer, mikor a faluból elment „egy gazda ember, ki gyermekének a tanulásban való előmenetelével nagyon meg volt elégedve, irántam hálájábul” útravalóul élelemmel látta el.
1872. október 3-án megindult a forgalom a Székesfehérvár–Szombathely-vasútvonalon, ahol megálló létesült a település számára.
A 20. század elején a jobb megélhetés reményében 78 kolontári lakos vándorolt ki Amerikába. Emléküket őrzi az 1911-ben felállított Szentháromság oszlop.

### A rendszerváltás után

#### Ajkai vörösiszap-katasztrófa

A 2010. októberében bekövetkezett vörösiszap ömlés térképvázlata

2010. október 4-én a déli órákban átszakadt a községhez közeli Ajkai Timföldgyár vörösiszap-tározójának gátja. Rövid idő alatt mintegy 600–700 ezer köbméter lúgos iszap árasztotta el a települést. A szerencsétlenség tíz helyi lakos halálát követelte. A vörösiszap-áradat a Torna-patak völgyében a közeli Devecser felé folyt tovább, ott és még további településeken is súlyos károkat okozva. Később az iszap a Torna-patakon, a Marcalon, a Rábán és a Mosoni-Dunán keresztül a Dunát is elérte. Október 9-én az egész falut kitelepítették, mivel tovább gyengült a zagytározó gátjának északi fala.
A katasztrófát követően egy újabb esetleges gátszakadás kivédésére védőtöltés épült a község magasabban lévő részein, a templomdomb oldalától indulóan a Torna-patak bal partján.
Lebontásra kerültek a védőtöltés és a vasútvonalon túli lakóterületei a községnek, így a Kossuth Lajos utca a polgármesteri hivataltól keletre eső szakasza és a Malom utca. A Kossuth utcai vasúton belüli lakótelkeinek helyén emlékpark létesült életfával és lélekharanggal. Az itt lévő egykori gazdasági épület egyetlenként megőrzésre került és mementóként őrzi a katasztrófa pusztítását. Az új lakóházak a Bezerédi utcában épültek fel 2010-2011. júliusa között.

## Közélete

### Polgármesterei
- 1990–1994: Hanisch Mihály (KDNP)[6]
- 1994–1998: Hanisch Mihály (KDNP)[7]
- 1998–2002: Hanisch Mihály (független)[8]
- 2002–2006: Tili Károly (független)[9]
- 2006–2010: Tili Károly (független)[10]
- 2010–2014: Tili Károly (független)[11]
- 2014–2019: Tili Károly (független)[12]
- 2019–2024: Horváth Zoltán (független)[13]
- 2024– : Horváth Zoltán (független)[1]

## Népesség
A mai napig többségében sváb betelepítettek leszármazottai alkotják a lakosságot. A kolontári sváb nyelv annyira különbözött a környék más sváb falvaitól (Ajkarendek, Úrkút, Tósokberénd), hogy a környékbeli svábok nem is értették meg. A szocializmusban a kolontáriak nem mertek svábul megszólalni, ezért a sváb beszéd eltűnt. Néhány tipikus név kiejtésében azonban a mai napig fennmaradt a kolontári jellegzetesség.
| Név a mai formájában | Eredeti forma | Fonetikus kiejtés |
| -------------------- | ------------- | ----------------- |
| Ertl                 | Ertl          | "Ertli"           |
| Fischli              | Fischl        | "Fisli"           |
| Fuchs                | Fuchs         | "Fuksz"           |
| Glózer               | Gloser        | "Glózer"          |
| Hanisch              | Hanisch       | "Hanis"           |
| Holczer              | Holzer        | "Holcer"          |
| Kirchner             | Kirchner      | "Krikner"         |
| Koller               | Koller        | "Koller"          |
| Léhmann              | Lehmann       | "Lémon"           |
| Pauer                | Pauer         | "Pajer"           |
| Rádl                 | Radl          | "Rádli"           |
| Rednágel             | Rednagel      | "Rednógel"        |
| Somogyi              | Schomoti      | "Somogyi"         |
| Stampf               | Stampf        | "Stamf"           |
| Stumpf               | Stumpf        | "Stumf"           |
| Steinmacher          | Steinmacher   | "Stamokker"       |
| Steszli              | Stesl         | "Steszli"         |
| Torma                | Kren          | "Torma"           |
| Vágó                 | Schnitzer     | "Vágó"            |
| Veingartner          | Weingartner   | "Vengotner"       |

A település népességének változása:
| Lakosok száma | 690  | 682  | 689  | 634  | 707  | 669  | 683  |
|               | 2013 | 2014 | 2017 | 2021 | 2022 | 2023 | 2024 |

A 2011-es népszámlálás során a lakosok 71,6%-a magyarnak, 4,7% németnek, 0,1% cigánynak, 0,1% szlováknak mondta magát (28,3% nem nyilatkozott; a kettős identitások miatt az végösszeg nagyobb lehet 100%-nál). A vallási megoszlás a következő volt: római katolikus 57,2%, református 0,9%, evangélikus 0,7%, felekezeten kívüli 3% (37,7% nem nyilatkozott).
2022-ben a lakosság 91,2%-a vallotta magát magyarnak, 2,3% németnek, 0,1% cigánynak, 0,1% ukránnak, 0,7% egyéb, nem hazai nemzetiségűnek (8,8% nem nyilatkozott; a kettős identitások miatt a végösszeg nagyobb lehet 100%-nál). Vallásuk szerint 36,5% volt római katolikus, 1,3% református, 0,8% evangélikus, 0,1% egyéb keresztény, 1,1% egyéb katolikus, 5% felekezeten kívüli (54,6% nem válaszolt).

## Pecsétleírása
A falu pecsétje valamikor az úrbéri rendezés ideje után keletkezhetett, de csak a későbbi időszakokból maradt fenn.
A település legelső ismert, negatív vésetű, ovális pecsétje egy 1787-ben keletkezett iraton maradt fenn. Babérkoszorúval keretezett pecsétmezejének közepén lebegő, élével balra, hegyével felfelé álló ekevas, mellette kétoldalt egy-egy gabonakalász látható.
A címerképeket alulról két pálmaág koszorúzza, felettük K G S betűk. (Kolontár Gemeinde Siegel = Kolontár község pecsétje, rövidítéseként).
A pecsétmezőt hét, négyszirmú virág díszíti, a pecsét vörösviasz-nyomatú.
Egy hasonló motívumú negatív vésetű, kör alakú pecsét is fennmaradt 1849-ből, de annak felirata már Nagykolontar Helsig.
Pesty Frigyes helynévtára Kolontárról nem ad sok forrást, leírást 1864-ben. A leírás beszámol arról, hogy „a községnek nem volt más elnevezése, a nép tudomása szerint a mostanin kívül”, így Kolontár neve eredetileg is Kolontár volt, a bejövő német telepesek tehát nem adtak neki új nevet. Valamint arról írt, hogy nem lehet tudni, honnan történt a betelepítés, de annyi biztos, hogy a lakosság német ajkú volt. Így kijelenthető, hogy több forrásban megemlített magyar hangzású nevű kolontári jobbágyok nem a betelepítés óta éltek a faluban. Ezt a dokumentumot négy kolontári lakos írta alá hitelesítésképp, amelyhez Kolontár viaszbélyegzős pecsétje is tartozott.

## Látnivalók
- Magyarok Nagyasszonya-templom a Torna-patak feletti magaslaton áll. Épült barokk stílusban, 1772-ben.
- Kolontári szentkút, valójában Devecser város területén található, de fekvését tekintve a községhez van közelebb. Egy 1805-ös feljegyzés szerint már az 1700-as években is rendszeresen jártak ide zarándokok, és hittek a kút vizének gyógyerejében. A 20. század első felében élénk vallási élet folyt itt. Anna-napkor tartották a búcsút, amelyre sok helyről érkeztek a hívek. A század második felében a szocialista időben csoportosan nem látogathatták e helyet a zarándokok. A rendszerváltás után a kis kápolnát felújították, és az 1990-es évek közepétől ismét megindultak a szervezett zarándoklatok. 2003-tól minden év szeptember utolsó vasárnapján tartják a szentmisével egybekötött szentkúti búcsút. A vörös iszap katasztrófa a kutat körülvette, de el nem árasztotta, így a szentkút körüli hit megerősödött. Azóta eltelt időben a búcsúi zarándokok száma az előző évekhez képest megháromszorozódott.[16]
- Bezerédi utca: A vörösiszap-katasztrófát követő újjáépítés során 2010 októbere és 2011 júliusa között Kós Károly Egyesülés keretében Turi Attila és Zsigmond László építészek tervei alapján épültek az utca végén álló új lakóházak.[17]
- Játékvár: a Budapesti Műszaki és Gazdaságtudományi Egyetem Építészmérnöki Karán tanuló hallgatók építették a vörösiszap-katasztrófát követően
- A Szentháromság-szobrot 1911-ben az Amerikába kivándorolt lakosok állíttatták.
- Szabadságdomb remek kilátás tárul elénk a községre és a Bakonyra. Itt található a focipálya is.

## Ismert személyek
- Az egykor önálló, de mára megszűnt, területileg Kolontárhoz tartozó Lőrinte községben született 1891-ben Forster György jogász, földbirtokos, országgyűlési képviselő.

## Galéria

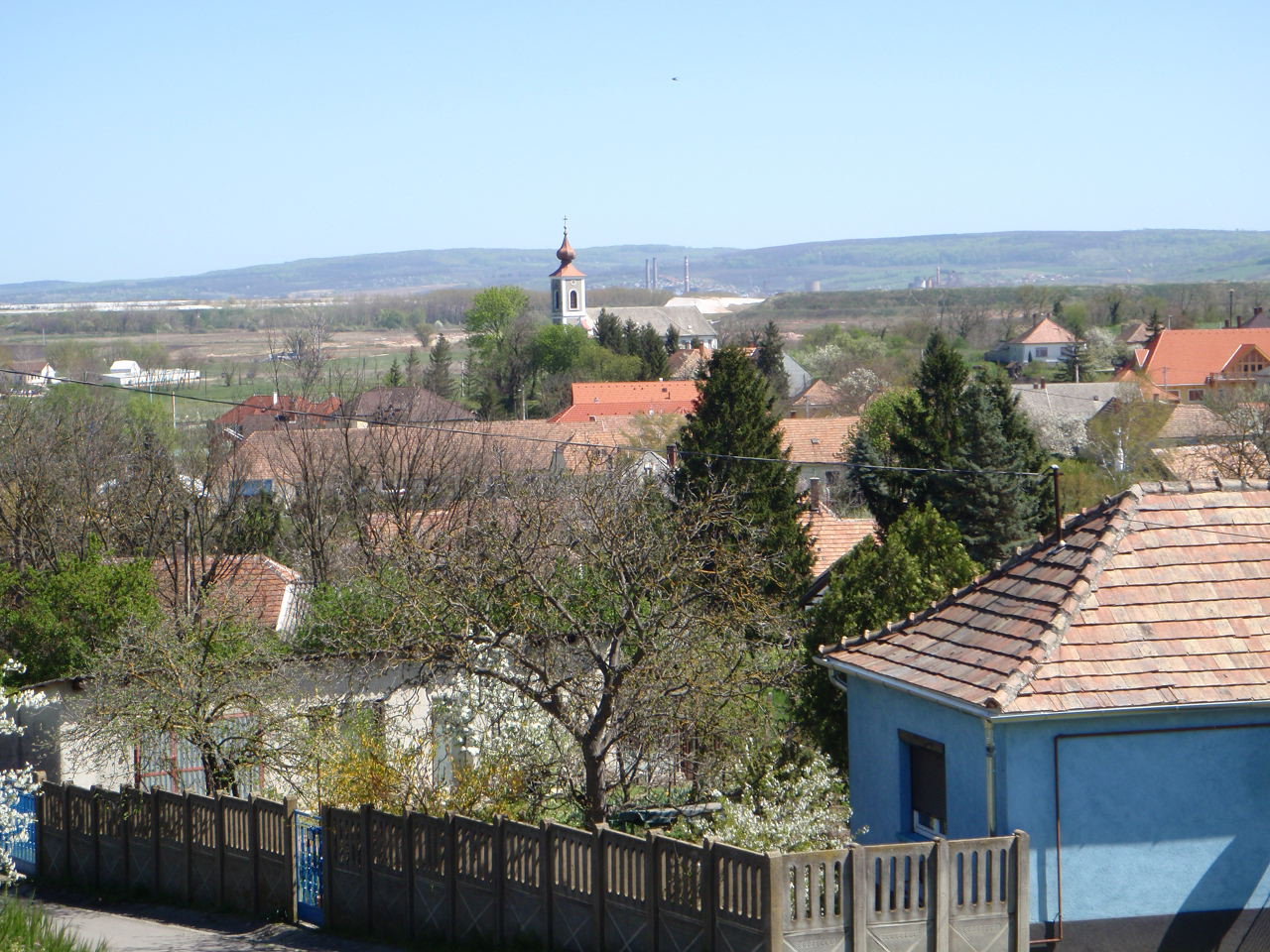
Kilátás a Szabadság dombról
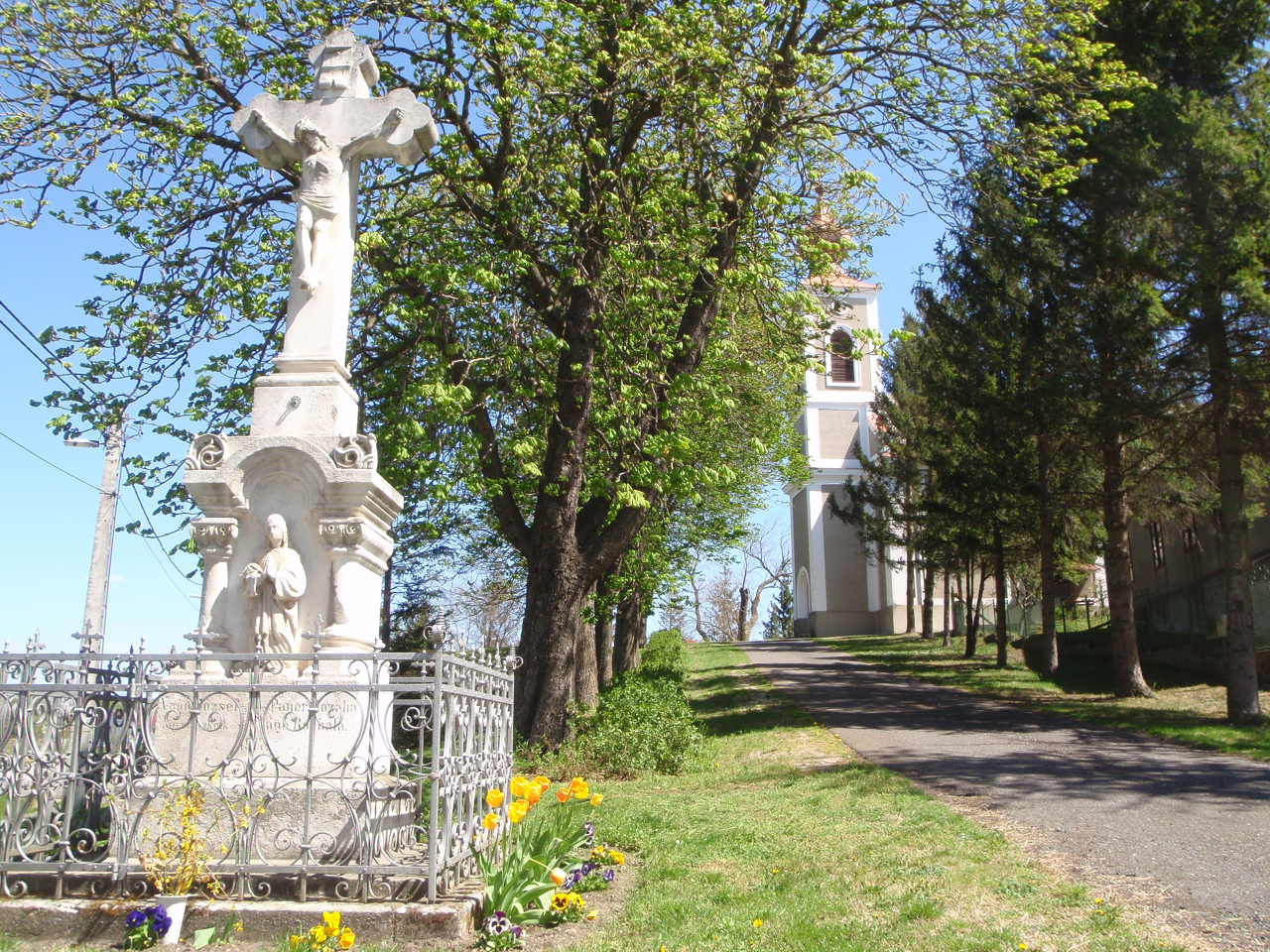
Templomdomb kereszttel
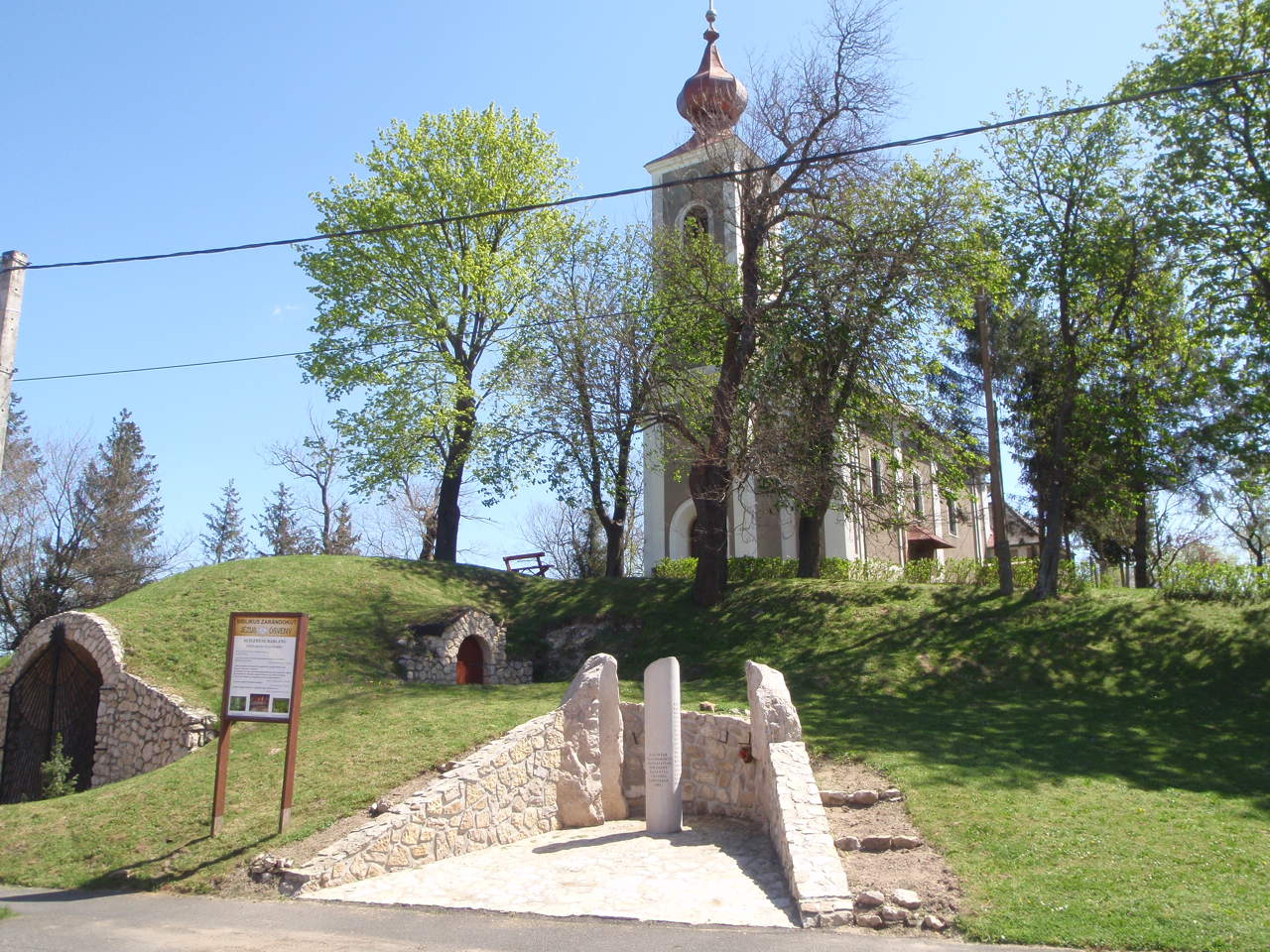
Templomdomb a barlanggal
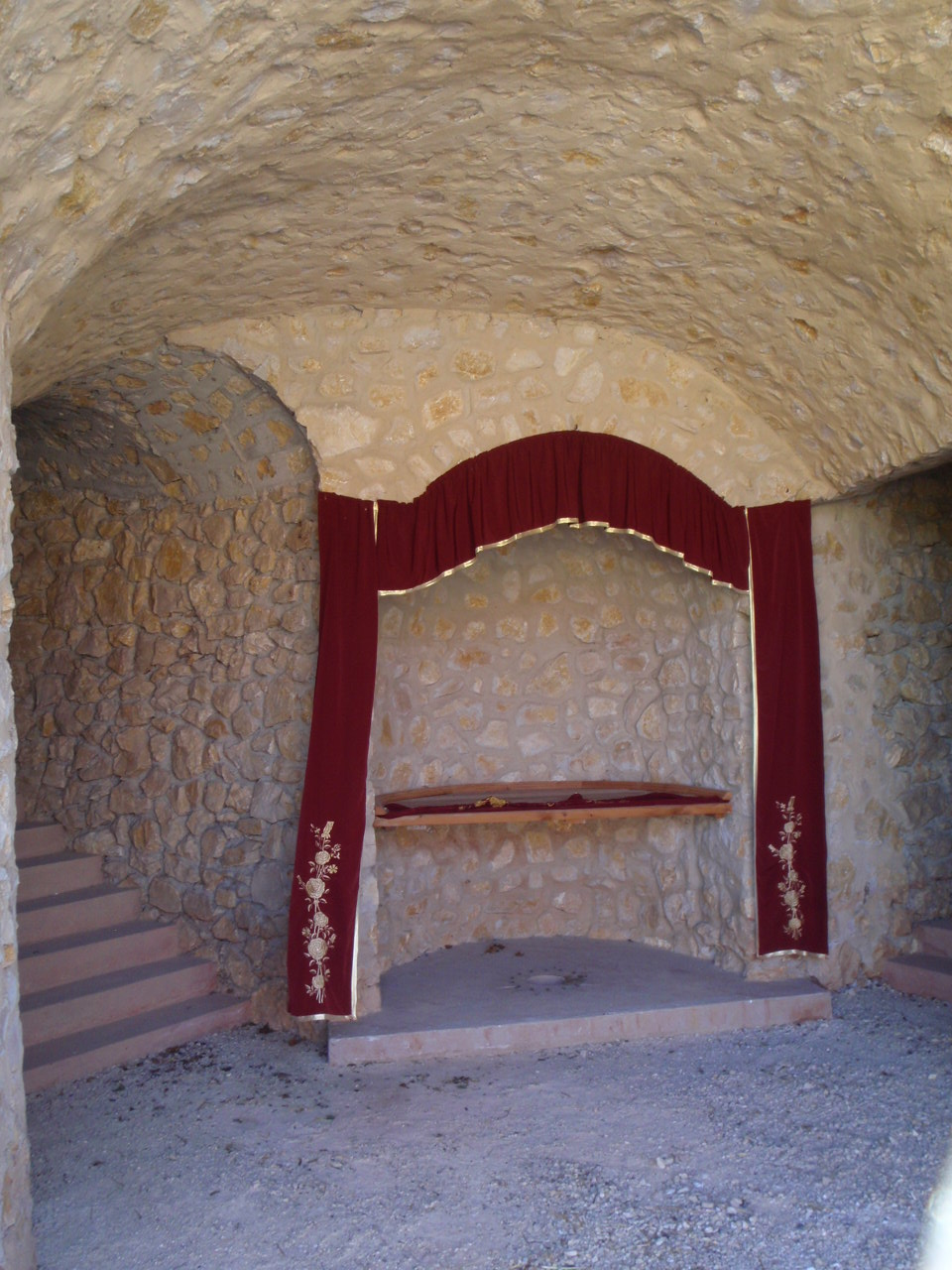
Betlehemi barlang belső
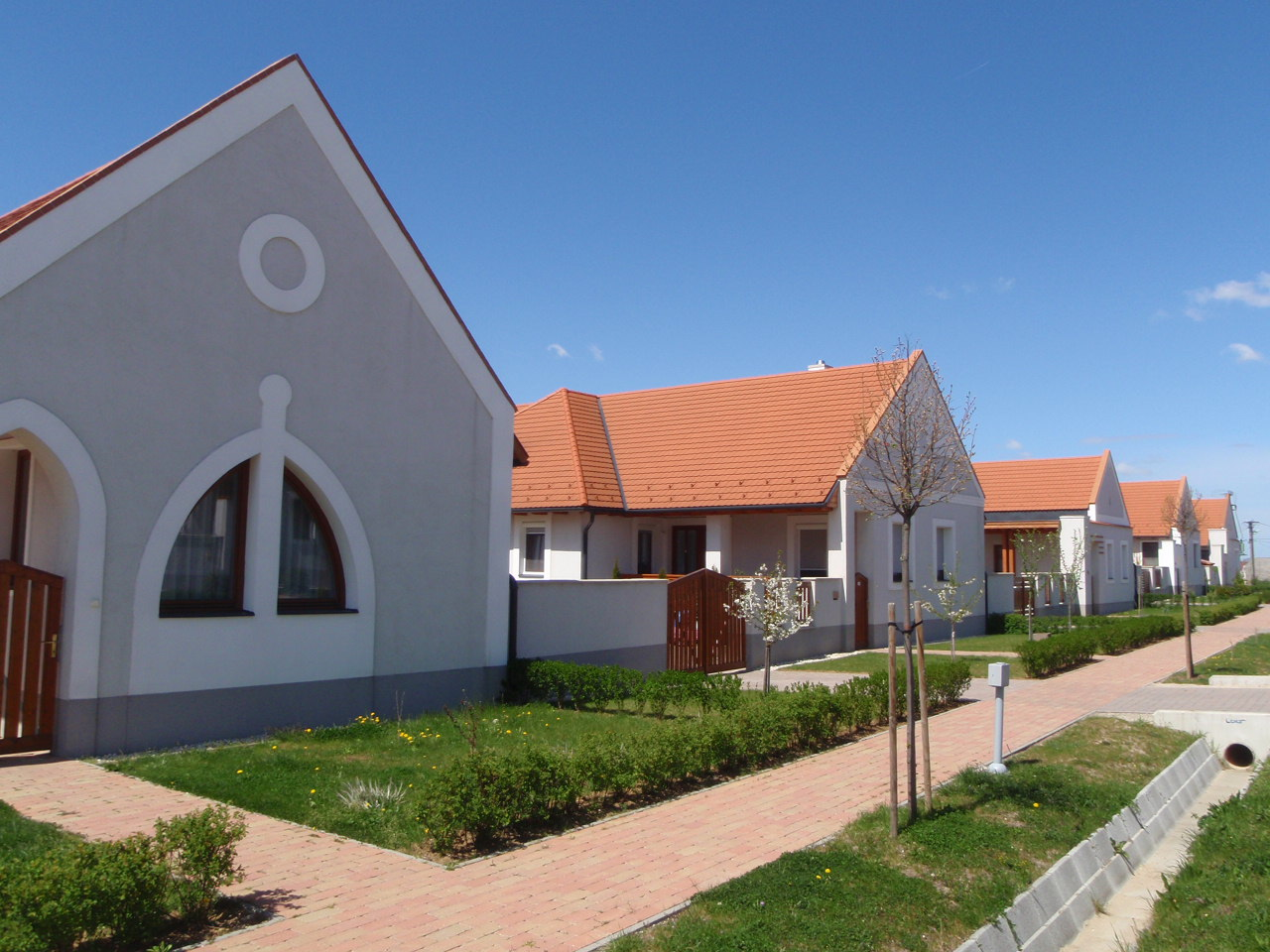
Bezerédi utca új lakóházai
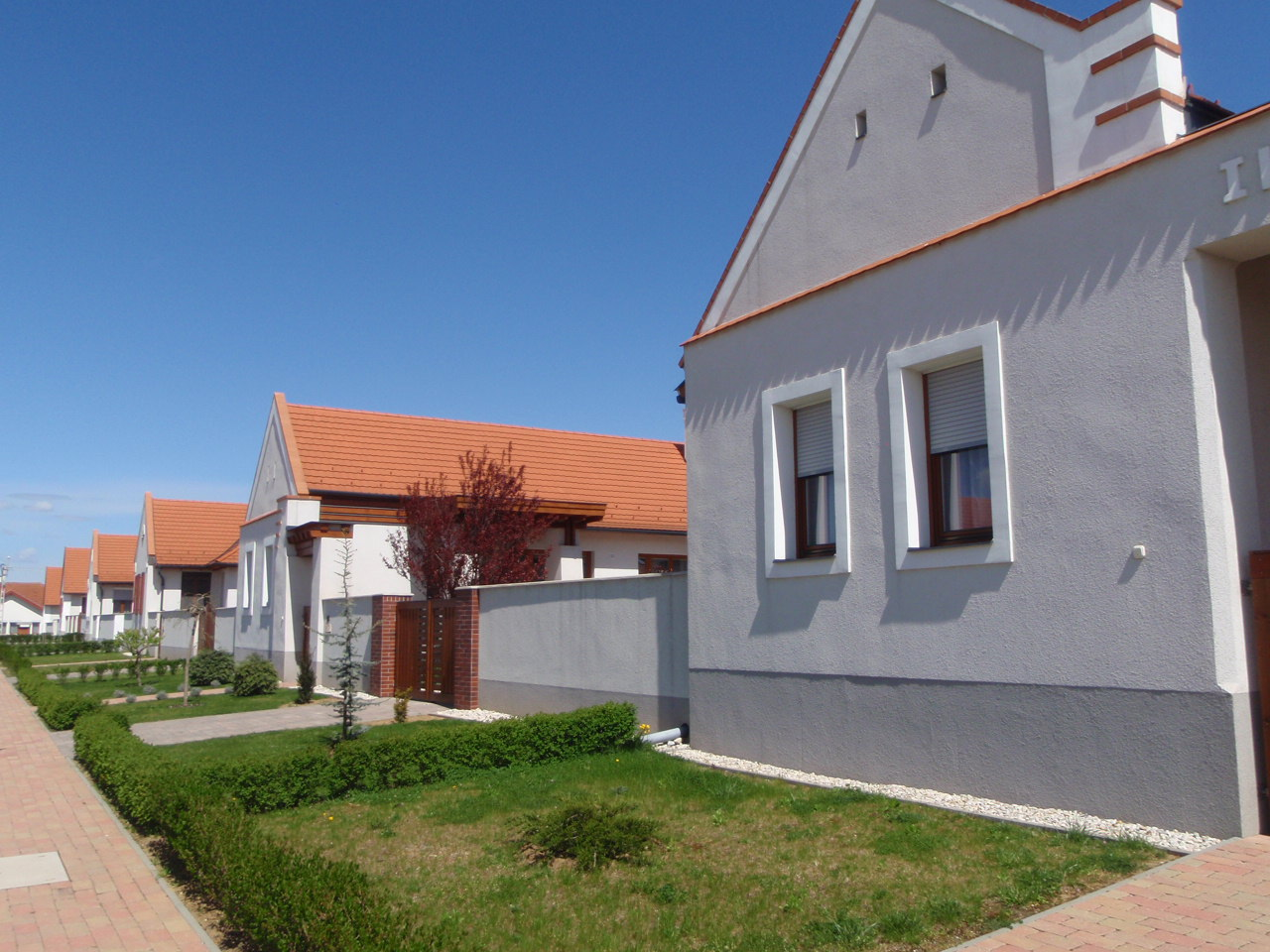
Bezerédi utca új lakóházai
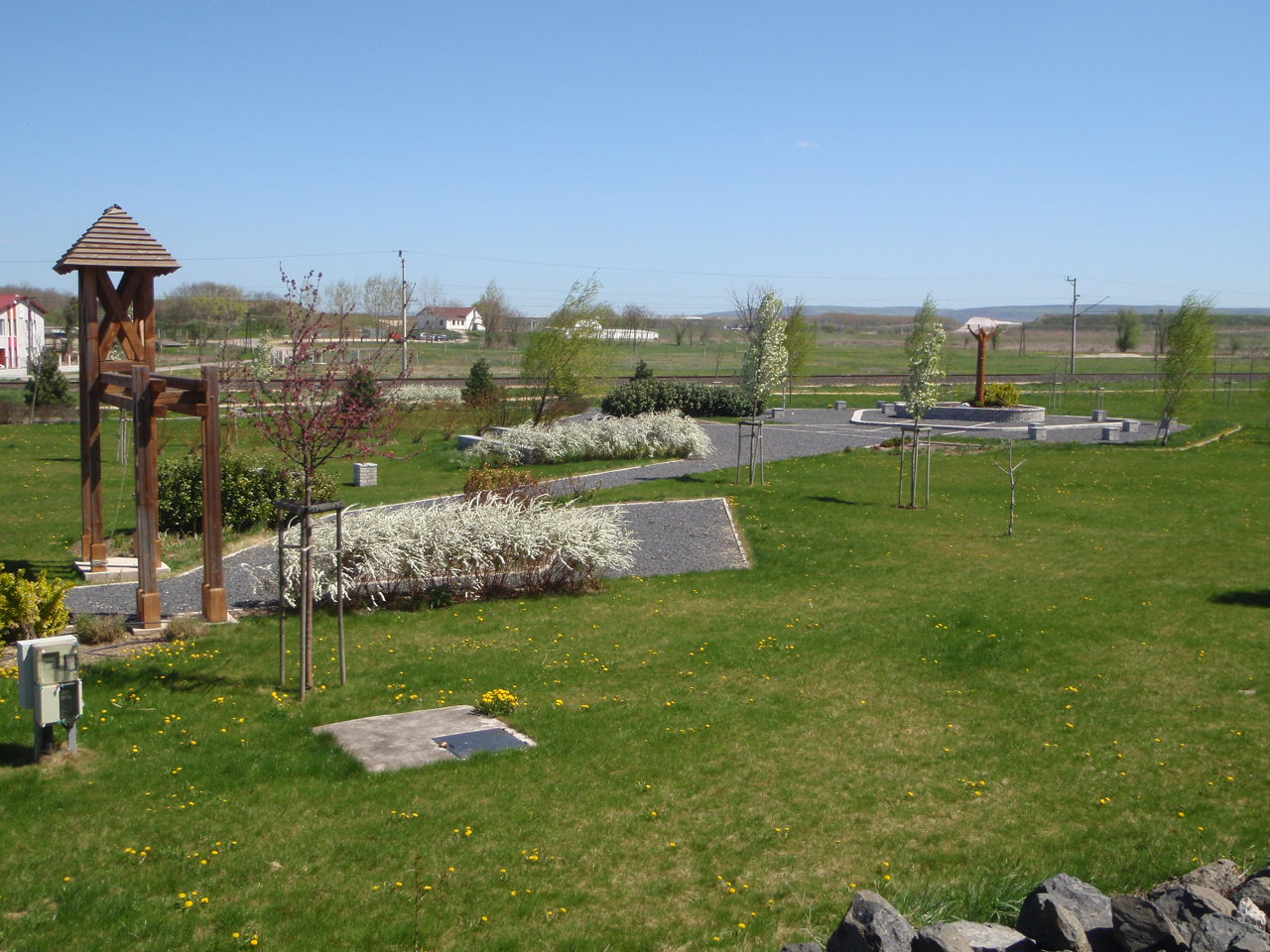
Emlékpark a templomdombról
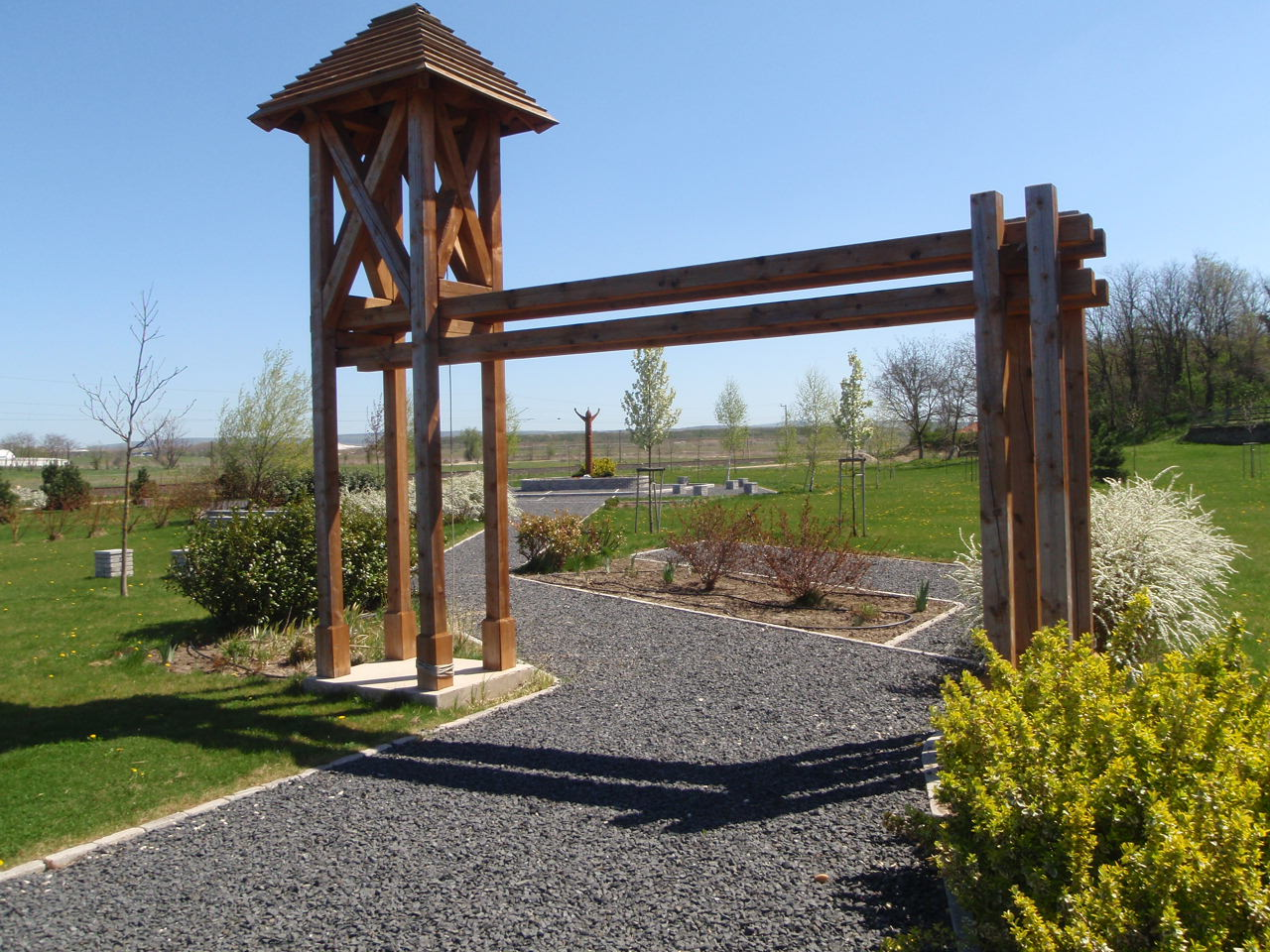
Lélekharang és Életfa az emlékparkban
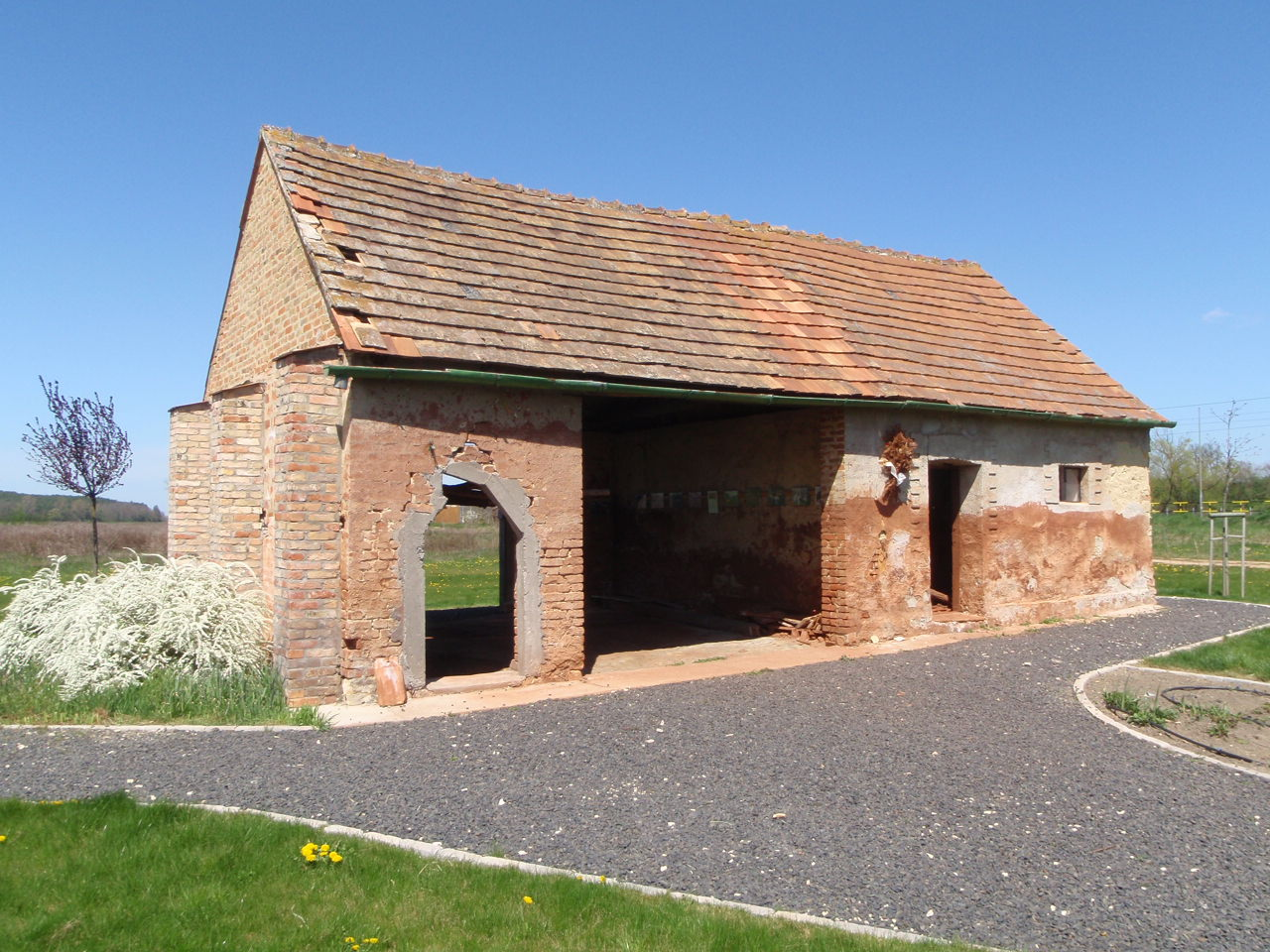
Emlékpark megmaradt pajtaépület...
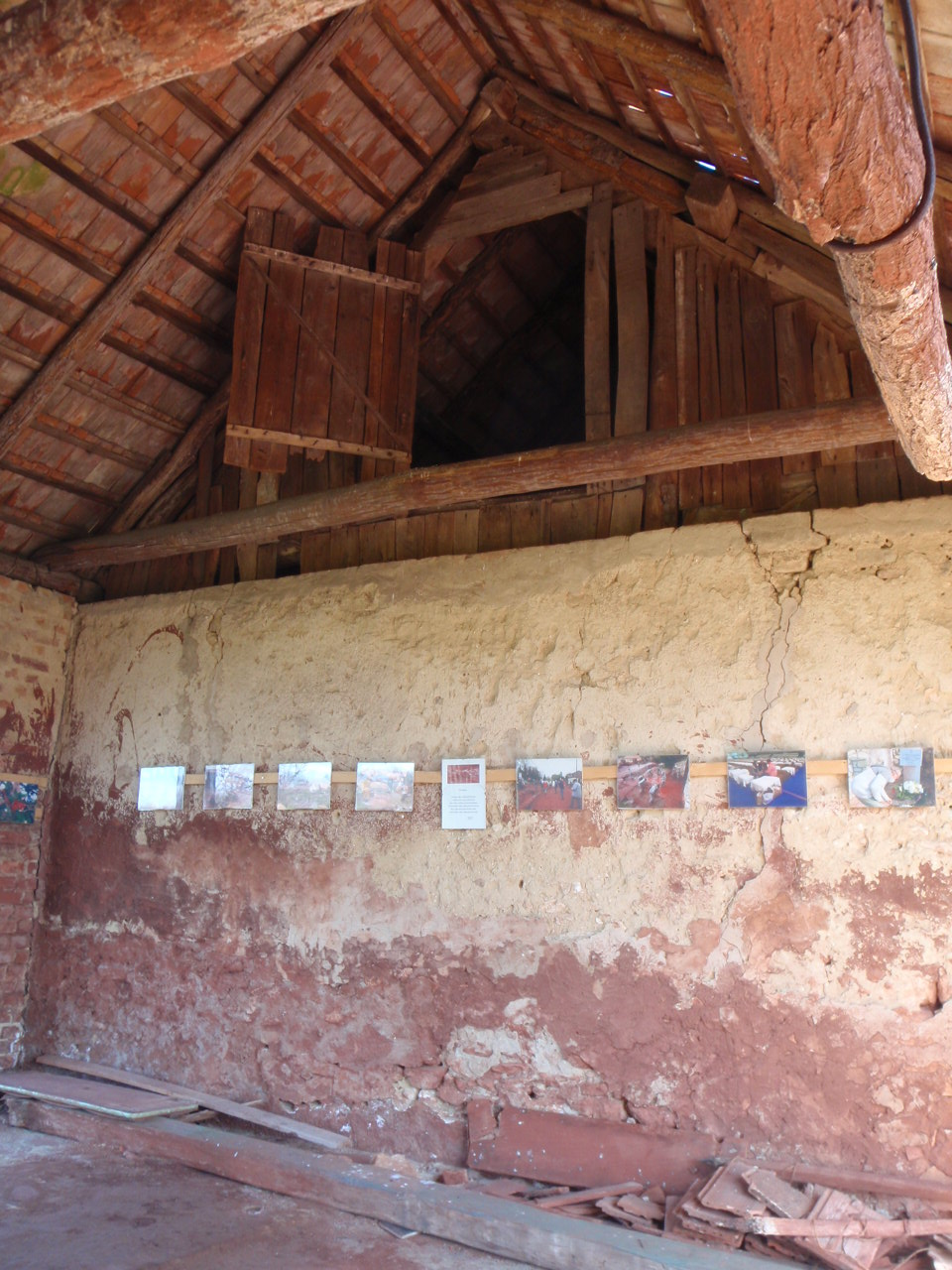
és kiállítás belül
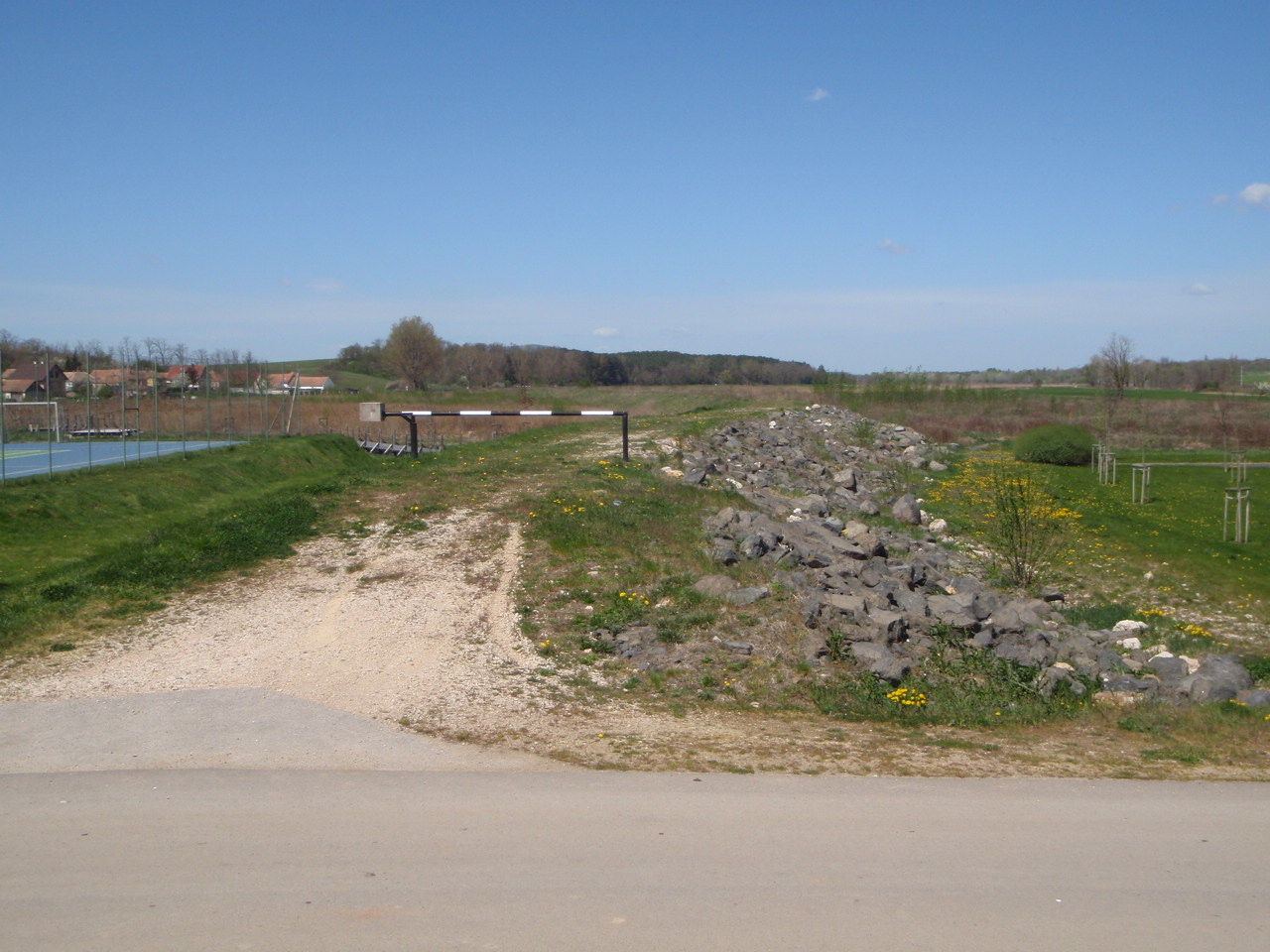
Kolontári védőtöltés
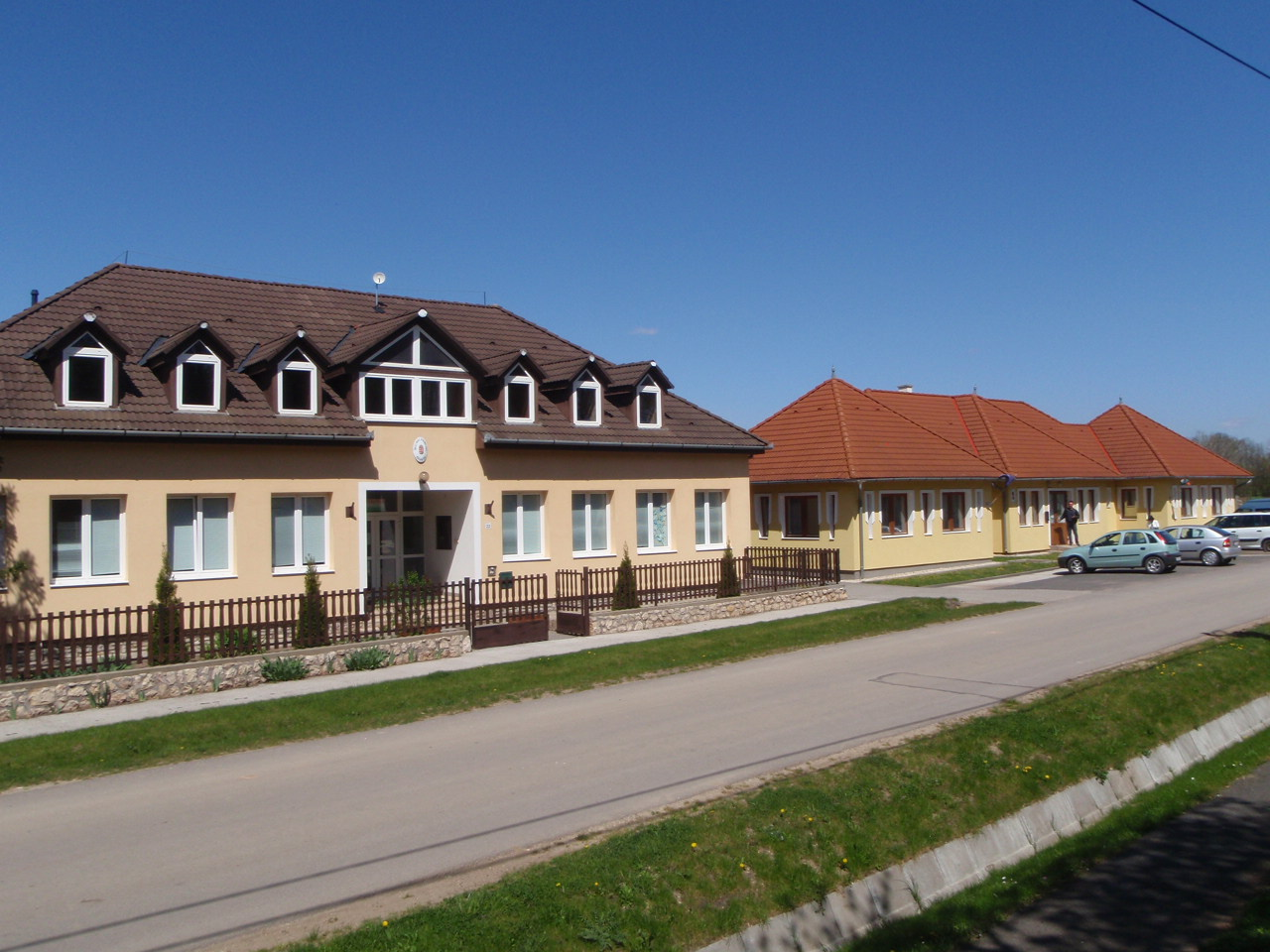
Általános Iskola balra jobbra a Polgármesteri Hivatal
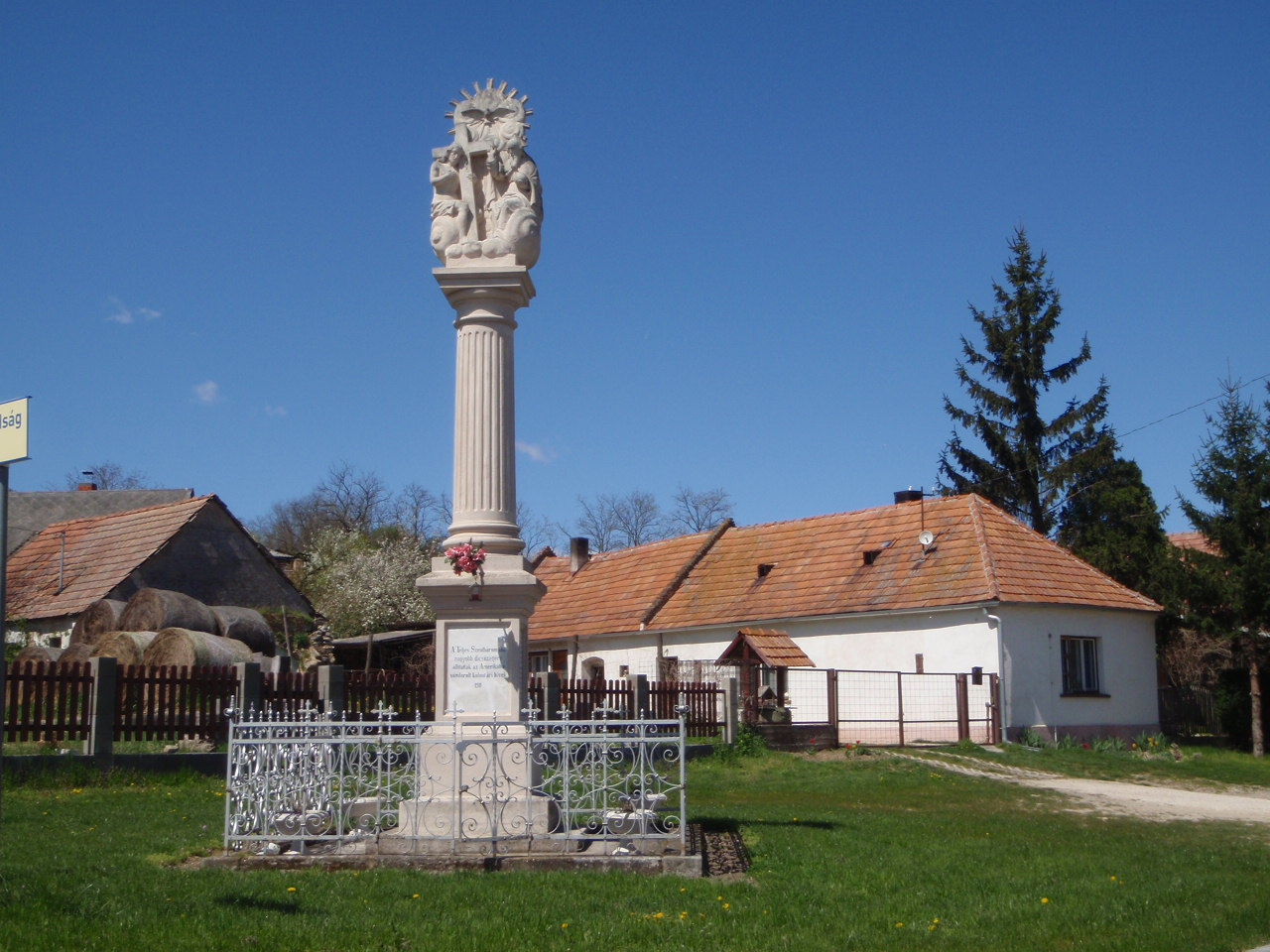
Szentháromság szobor 1911-ből
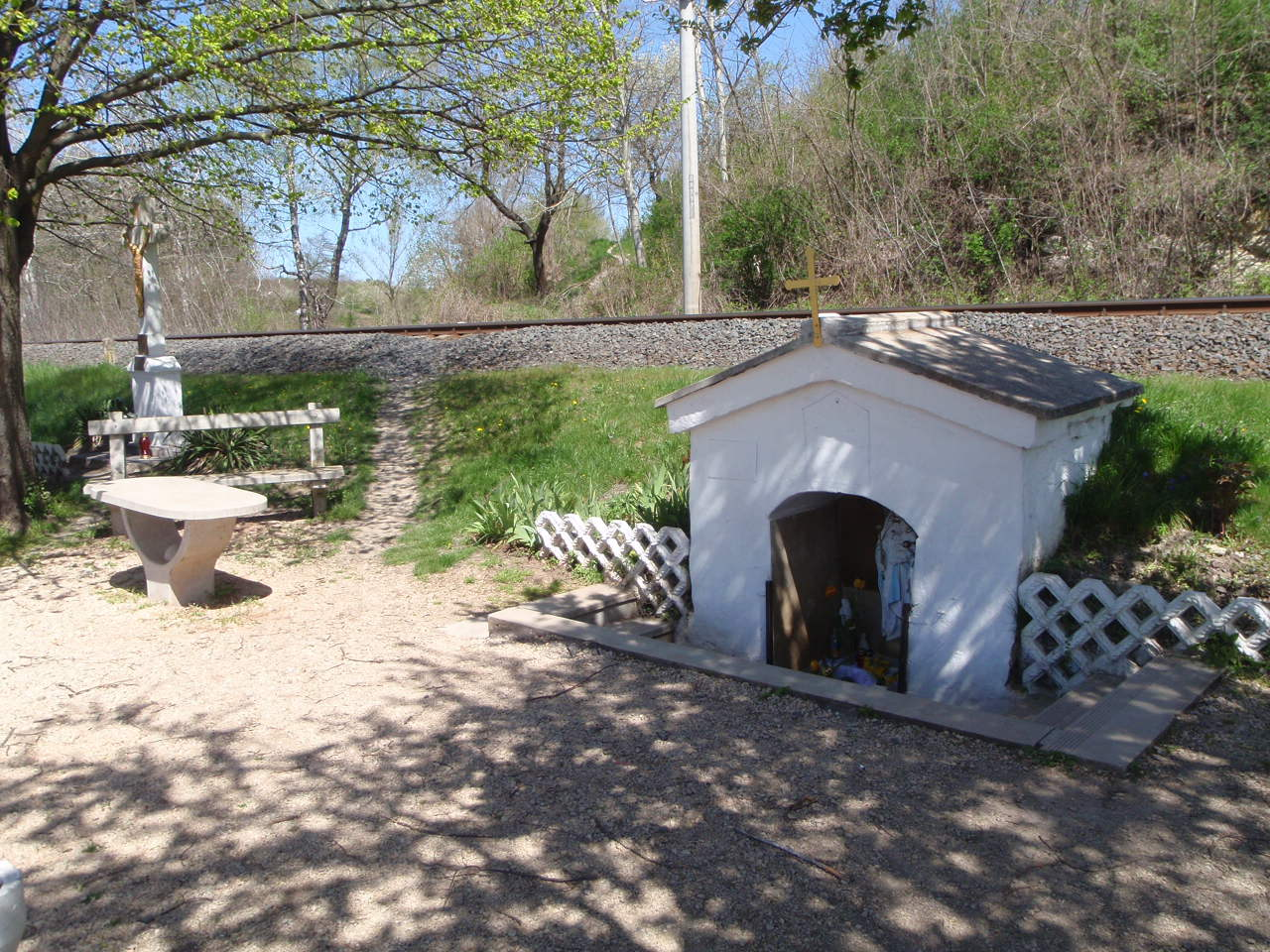
Kolontári szentkút
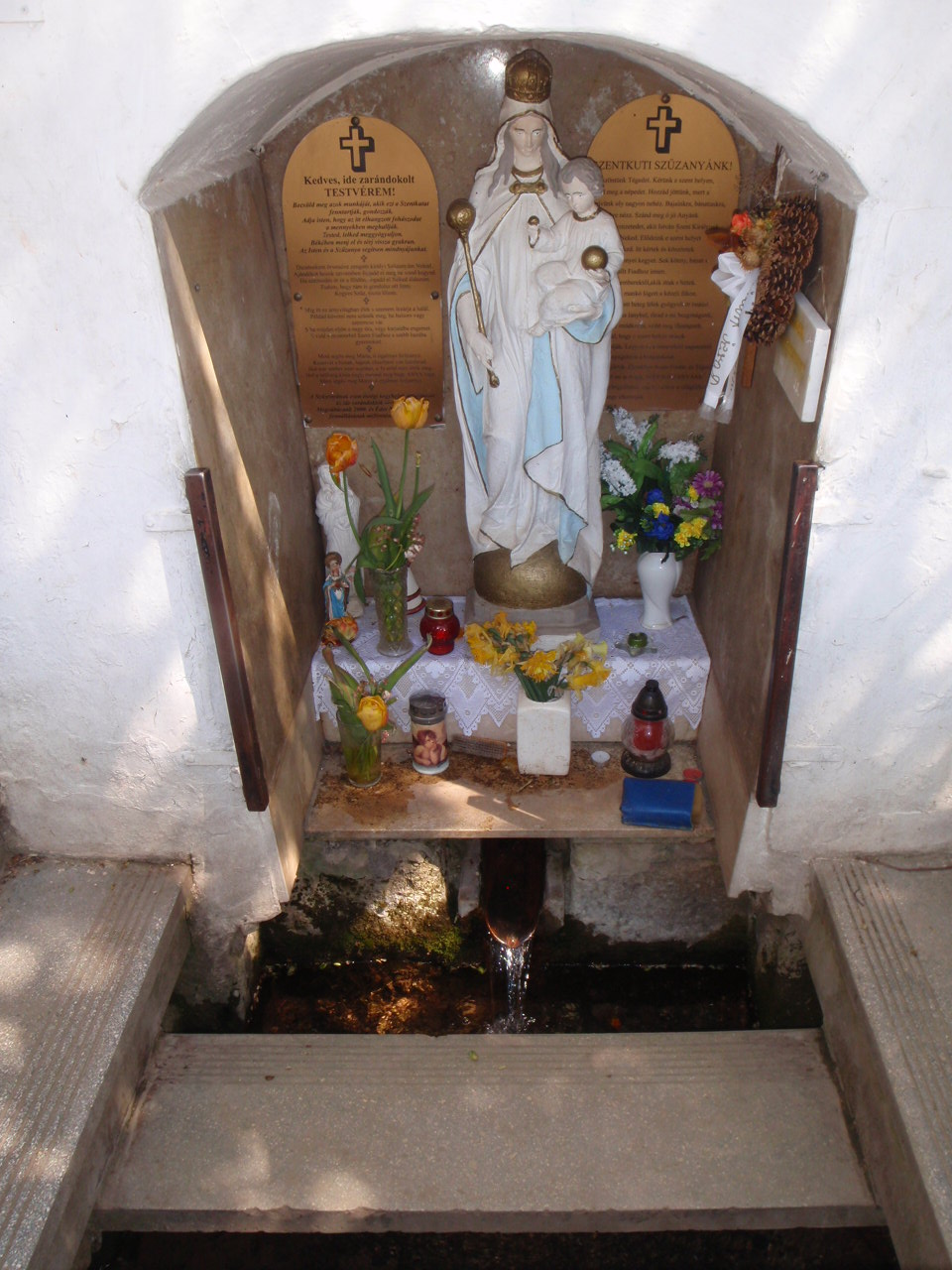
Szentkút forrása
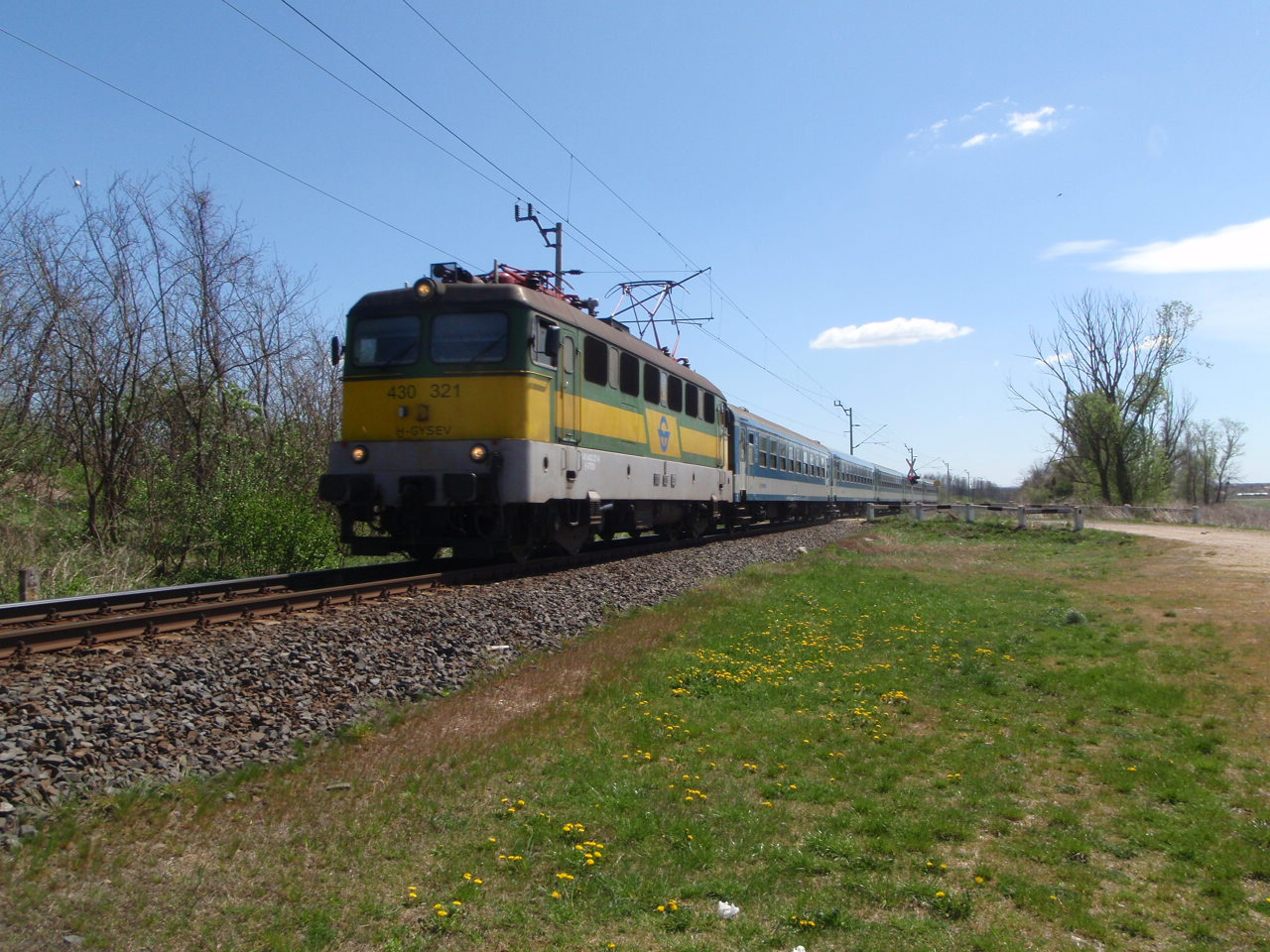
A 20-as vasútvonal Kolontár mellett